# Karl Liebisch

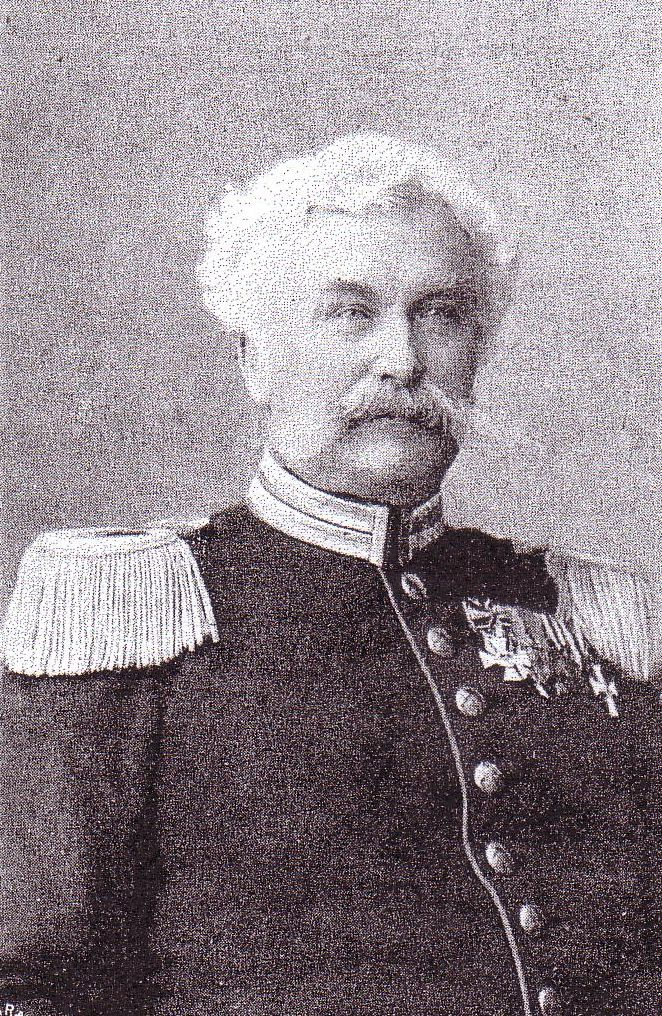
Karl Liebisch

Karl Liebisch (* 24. Mai 1834 in Hoyerswerda; † 28. Februar 1901 in Blankenburg (Harz)) gehörte zu den höchsten Verwaltungsbeamten der Preußischen Armee.

## Leben
Nach dem Abitur am Augustum-Annen-Gymnasium, Görlitz studierte er ab dem Sommersemester 1854 Rechtswissenschaft an der Universität Leipzig. Er renoncierte beim Corps Lusatia Leipzig. Damit er zum 2. Semester an die  Schlesische Friedrich-Wilhelms-Universität wechseln konnte, wurde ihm der Austritt zur weiteren Aktivität im Corps Marchia Breslau gestattet. 1855 recipiert, war er dort zwei Semester Consenior und focht 16 Mensuren.
Er trug zum Abschluss des Kartells von Lusatia Leipzig und Marchia Breslau bei. Als Marchia 1860 suspendiert hatte, schloss er sich wieder eng den Lausitzern an. 1872 erhielt er ihr Band. Nach der Ausbildung als Auskultator (1857) und Referendar (1859) war Liebisch ab 1862 Gerichtsassessor in Schlesien. Er trat als Auditeur in die Intendanturlaufbahn der Preußischen Armee. 1864 wurde er stellvertretender Divisionsauditeur der 5. Division in Frankfurt (Oder) und 1865 Garnisonauditeur in Danzig. Nachdem er 1866 als Feldauditeur am Deutschen Krieg teilgenommen hatte, wurde er 1867 Divisionsauditeur der 18. Division in Flensburg. 1870/71 war er stellvertretender Korpsauditeur des IX. Armee-Korps in Altona. Seit 1871 Divisionsauditeur der 30. Division in Straßburg, wurde er 1883 schließlich Ober- und Korpsauditeur des I. Armee-Korps in Königsberg. Bei der Landwehr war er Rittmeister der Kavallerie. Während seiner Königsberger Zeit war er Verkehrsgast des Corps Masovia und reges Mitglied des Alte-Herren-Senioren-Convents. Schindelmeiser schreibt:

„Zum 6. Kommers der Corpsstudenten in Ostpreußen am 18. Dezember 1886 kamen 110 AHSC-Mitglieder aus 39 Corps. Hinzu kamen je vier Aktive der Masovia, Baltia und Hansea. Die Leitung hatte Regierungspräsident v. Studt. Die Kaiserrede hielt Oberpräsident von Schlieckmann. Zweiter Redner war Justizrat Liebisch. Er sprach über die Entwicklung des KSCV und die Beteiligung der Corpsstudenten am Deutsch-Französischen Krieg.“

Den Ruhestand verlebte Liebisch in Blankenburg.

## Ehrungen
- Roter Adlerorden IV. Klasse
- Landwehrdienstauszeichnung I. Klasse
- Albrechtsorden, Ritterkreuz I. Klasse
- Geheimer Justizrat (1900)